# Казалети Матеј (Рим)
Казалети Матеј је насеље у Италији у округу Рим, региону Лацио.
Према процени из 2011. у насељу је живело 126 становника. Насеље се налази на надморској висини од 66 м.